# Juan Rodríguez Cota
Juan Rodríguez Cota fue Gobernador de la Provincia del Paraguay entre 1696 a 1702. Fue capaz de vencer a los indios guaycurú.
| Predecesor: Sebastián Félix de Mendiola | Gobernador del Paraguay 1696 - 1702 | Sucesor: Antonio de Escobar y Gutiérrez |